# 25727 Karsonmiller
25727 Karsonmiller este un asteroid din centura principală de asteroizi.

## Descriere
25727 Karsonmiller este un asteroid din centura principală de asteroizi. A fost descoperit pe 7 ianuarie 2000 la Socorro, New Mexico, în cadrul proiectului LINEAR. Asteroidul prezintă o orbită caracterizată de o semiaxă mare de 2,77 ua, o excentricitate de 0,09 și o înclinație de 9,4° în raport cu ecliptica.